# Saint-Martin-sur-Écaillon

Saint-Martin-sur-Écaillon este o comună în departamentul Nord, Franța. În 1 ianuarie 2022 avea o populație de 492 de locuitori.